# Turok: Rage Wars
Turok: Rage Wars és un videojoc d'acció en primera persona per la Nintendo 64 i la Game Boy Color, que va ser publicat al mateix temps que els títols multijugador d'acció en primera persona similars (anomenats, Quake III Arena i Unreal Tournament). El videojoc suporta els quatre jugadors, o controlats per la màquina (també fins a 4). En el mode d'un sol jugador, els modes de combat i missions són disponibles. Com el seu predecessor, el videojoc permet l'Expansion Pak de RAM en la versió de la 64, però no és necessari per jugar.